# 佐藤洋輔
佐藤 洋輔（さとう ようすけ、1943年（昭和18年）7月28日 - 2005年（平成17年）7月16日）は、日本の政治家。秋田県鹿角市長。

## 来歴
秋田県出身。1962年、秋田県立花輪高等学校卒。鹿角市議会議員、同議長を経て、2000年、鹿角市長に当選する。2004年に再選。翌2005年、病気のため辞任、同年7月に死去した。死没日をもって旭日小綬章追贈、正五位に叙される。